# N-butylglycidylether
n-butylglycidylether of BGE is een organische verbinding met als brutoformule C7H14O2. Het is een ontvlambare kleurloze tot gele vloeistof met een kenmerkende onaangename geur.

## Toepassing
n-butylglycidylether is, net als veel andere glycidylethers, een intermediair voor de synthese van epoxyharsen. Het wordt ook gebruikt als diluent in epoxyharsen.

## Toxicologie en veiligheid
N-butylglycidylether kan waarschijnlijk ontplofbare peroxiden vormen in contact met lucht. De stof ontleedt bij blootstelling aan licht en lucht. Ze reageert hevig met sterk oxiderende stoffen, zuren en basen.